# Konstantinova donace

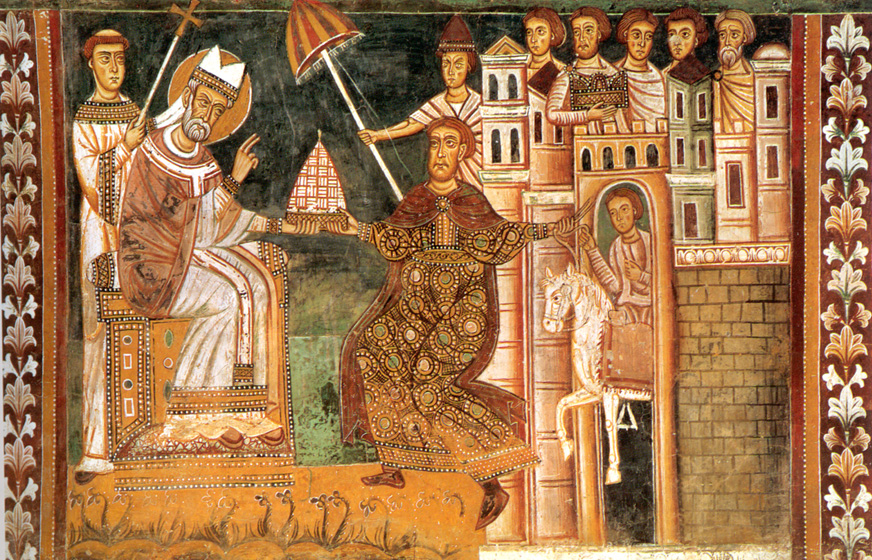
Freska zobrazuje Konstantina, předávajícího moc papeži Silvestru I., bazilika Santi Quattro Coronati, Řím

Konstantinova donace (lat. Constitutum Constantini nebo Donatio Constantini ad Silvestrem I papam) je padělaná listina, vystavená údajně římským císařem Konstantinem I. Velikým v roce 315 (případně 317). Zaručovala papeži Silvestru I. a jeho nástupcům nadvládu nad Římem, Itálií a celou západořímskou říší.
Papežové používali tuto listinu k podpoře svých mocenských nároků v Itálii.

## Obsah
Samostatné území – Řím a nejbližší okolí – poskytuje Konstantin papeži Silvestru I. (314 – 335) jako výraz vděčnosti za zázračné vyléčení z malomocenství. Navíc je Římu přiřknuto nadřazené postavení nad ostatními patriarcháty v Konstantinopoli, Antiochii, Alexandrii a v Jeruzalému. Edikt také konstatuje, že Konstantin přesunul své sídlo z Říma do Konstantinopole, aby papeži nekonkuroval. Dokument tak potvrzuje nárok katolické církve na určitá území, na nadřazené postavení nad ostatními církvemi a na postavení papeže, jež je srovnatelné s postavením císaře. Listina vyslovuje program papežů 2. poloviny 8. století, kteří se již vymanili z moci byzantských císařů. V úplném znění se poprvé vyskytuje v tzv. pseudoisidorských dekretáliích.

## Odhalení padělku
Padělek byl velmi nízké kvality, a tak budil skepsi již od 10. století. V 15. století dva učenci, německý teolog Mikuláš Kusánský a italský humanista Lorenzo Valla, dokázali na základě jazykového rozboru, že listina nemohla vzniknout v roce 315. Také město Konstantinopol, v listině nazývané tímto jménem, se do roku 330 jmenovalo Byzanc. Dnes se předpokládá, že listina vznikla v době pontifikátu Pavla I. mezi lety 757-767.
Katolická církev resp. Římská kúrie zpočátku vehementně popírala, že by se jednalo o falzum. Definitivně to uznala až v 19. století. Velký význam při tom hrál později exkomunikovaný německý teolog Ignaz von Döllinger.

## Pozdější význam
Konstantinova donace je pro dějiny Vatikánu velmi významným dokumentem, byť je padělaná. Hrála roli při vzniku papežského státu, ale i při rozštěpení církve na západní a východní. Tištěné vydání díla Lorenza Vally z let 1518 a 1519 mělo vliv na Martina Luthera.